# 황시 (영화)
《황시》는 중일전쟁을 소재로 중국, 오스트레일리아, 독일의 영화 제작사가 합작한 2008년 전쟁, 시대극 영화이다.

## 줄거리
1937년 중국에서 일본군의 무자비한 학살 현장을 취재하던 영국인 종군기자 조지 호그는 일본군에게 붙잡히지만 게릴라 부대의 리더 잭의 도움으로 목숨을 구하고 그의 권유로 황시로 찾아간다.

황시는 전쟁으로 가족과 집 모두를 잃은 아이 60명이 있는 곳으로 말도 통하지 않는 그들과 지내면서 호그는 또 다른 희망을 발견하지만 전쟁의 참혹함은 황시까지 이르게 된다. 전쟁터로 끌려나가게 될 위기에 처한 아이들을 본 호그는 이들과 함께 황시를 떠나 새로운 희망을 찾기로 결심한다.

## 출연

### 주연
- 조나단 리스 마이어스
- 라다 미첼
- 주윤발
- 양자경

### 조연
- 구앙 리
- 맷 워커
- 쉐인 브라이언트
- 데이비드 웬햄

## 기타
- 프로듀서: 스티브 D. 양
- 프로듀서: 니나 양
- 프로듀서: 앨런 D. 리
- 공동제작: 조나단 슈타인만
- 공동제작: 마틴 하게만
- 공동제작: 피터 로어
- 라인프로듀서: 이용
- 미술: 스티븐 존스-에반스
- 의상: 킴 바렛